# Kelmė
Kelmė est une ville de l'apskritis de Šiauliai, chef-lieu de la municipalité du district de Kelmė, en Lituanie.

## Histoire
Au cours de l'été 1941, plusieurs exécutions de masse de la population juive locale se déroulent. De 1 250 à 1 300 juifs sont assassinés par un Einsatzgruppen d'allemands, de policiers lituaniens et de nazis locaux.

## Personnalités
- Inija Trinkūnienė (1951-), ethnologue, folkloriste, musicienne et haute prêtresse Romuva, est née à Kelmė.
- Rimas Tuminas (1952-2024), metteur en scène, professeur et directeur de théâtre, est né à Kelmė.